# Barbora Špotáková
Barbora Špotáková (n. 30 iunie 1981, Jablonec nad Nisou⁠(d), Republica Socialistă Cehă, Cehoslovacia) este o aruncătoare de suliță ce a reprezentat Cehia, medaliată olimpică. A participat la cinci ediții ale Jocurilor Olimpice (2004, 2008, 2012, 2016, 2020) în care a câștigat două medalii de aur și o medalie de bronz în proba de aruncarea suliței. În anii 2007, 2011 și 2017 a devenit campioană mondială.

## Palmares
| An   | Competiție                      | Locație                  | Loc | Note    |
| ---- | ------------------------------- | ------------------------ | --- | ------- |
| 2003 | Campionatul European de Tineret | Bydgoszcz, Polonia       | 6   | 56,65 m |
| 2004 | Jocurile Olimpice               | Atena, Grecia            | 23  | 58,20 m |
| 2005 | Universiada                     | İzmir, Turcia            | 1   | 60,73 m |
| 2006 | Campionatul European            | Göteborg, Suedia         | 2   | 66,12 m |
| 2007 | Campionatul Mondial             | Osaka, Japonia           | 1   | 67,07 m |
| 2008 | Jocurile Olimpice               | Beijing, China           | 1   | 71,42 m |
| 2009 | Campionatul Mondial             | Berlin, Germania         | 2   | 66,42 m |
| 2010 | Campionatul European            | Barcelona, Spania        | 3   | 65,36 m |
| 2011 | Campionatul Mondial             | Daegu, Coreea de Sud     | 1   | 71,58 m |
| 2012 | Jocurile Olimpice               | Londra, Marea Britanie   | 1   | 69,55 m |
| 2014 | Campionatul European            | Zürich, Elveția          | 1   | 64,41 m |
| 2014 | Cupa Continentală               | Marrakech, Maroc         | 1   | 65,52 m |
| 2015 | Campionatul Mondial             | Beijing, China           | 9   | 60,08 m |
| 2016 | Jocurile Olimpice               | Rio de Janeiro, Brazilia | 3   | 64,80 m |
| 2017 | Campionatul Mondial             | Londra, Marea Britanie   | 1   | 66,76 m |
| 2019 | Campionatul Mondial             | Doha, Qatar              | 9   | 59,87 m |
| 2021 | Jocurile Olimpice               | Tokio, Japonia           | 14  | 60,52 m |
| 2022 | Campionatul European            | München, Germania        | 3   | 60,68 m |